# Lo Cinglí
Lo Cinglí és una muntanya de 1.283 metres que es troba al municipi de Baix Pallars, a la comarca del Pallars Sobirà.